# Kirsten Jensen
Kirsten Jensen (født 11. marts 1961 i Esbønderup) er uddannet journalist og en dansk socialdemokratisk politiker. Hun var været borgmester i Hillerød Kommune fra 2018 og tidligere også fra 2007 til 2013.
Kirsten Jensen har siddet i byrådet i Hillerød siden 2007 og i den nye kommunes sammenlægningsudvalg i 2006. Hun overtog borgmesterposten fra Nick Hækkerup 15. november 2007, da Hækkerup var blevet valgt til Folketinget. Efter kommunalvalget 2013 måtte hun overlade borgmesterposten til Dorte Meldgaard fra Det Konservative Folkeparti, men Kirsten Jensen blev igen borgmester efter kommunalvalget 2017.
Tidligere har hun bl.a. været medlem Europa-Parlamentet 1989-1999, projektchef i AIDS-Fondet 2000-2007, samt fra 2002 til 2006 formand for Forbrugerrådet.